# ستيفن بيرغر
ستيفن بيرغر (بالإنجليزية: Stephen Berger)‏ هو شخصية أعمال أمريكي، ولد في 11 يوليو 1939 في نيويورك في الولايات المتحدة.

## وصلات خارجية
- ستيفن بيرغر على موقع إن إن دي بي (الإنجليزية)